# Base aérienne de Vassylkiv
La base aérienne de Vassylkiv  (ukrainien : Васильків (авіабаза)) est une base située près de la ville de Vassylkiv, dans l'oblast de Kiev, en Ukraine.

## Histoire
En 1990 elle accueillait le 146e régiment aérien de la Garde (146 Gv IAP) des Forces aériennes soviétiques volant sur 41 Mikoyan-Gourevitch MiG-25.
Elle est la base de la 40e brigade d'aviation tactique de la Force aérienne ukrainienne qui est équipée de Mikoyan-Gourevitch MiG-29 et de Aero L-39 Albatros (ce dernier comme avion d'entraînement).
Elle fut l’enjeu de la bataille de Vassylkiv le 26 février 2022.

### Situation
| Berdiansk Oujhorod Brody Ouman Kanatove Konotop Djankoï Tchouhouïv Kryvyï Rih Donetsk Sébastopol DniproVesseloïeBaheroveHorodokChersonèseGvardeïskoïeKatchaIvano-Frankivsk Izmaïl JovtneveJytomyr Koulbakino Kharkiv · Charcovie Khmelnytskyï Kherson KrementchoukKiev/Kyïv · Jouliany Kiev/Kyïv · Boryspil Kryvyï Rih Kolomya Loutsk Louhansk LvivMarioupol Mykolaïv Myrhorod Nijyn Odessa Poltava Rivne Sambir Simferopol Starokostiantyniv Tchernivtsi Vinnytsia Zaporijjia |